# Richard Parke
Richard Averell Parke –conocido como Dick Parke– (13 de diciembre de 1893-23 de agosto de 1950) fue un deportista estadounidense que compitió en bobsleigh. Participó en los Juegos Olímpicos de Sankt Moritz 1928, obteniendo una medalla de oro en la prueba quíntuple.

## Palmarés internacional
| Juegos Olímpicos | Juegos Olímpicos     | Juegos Olímpicos | Juegos Olímpicos |
| Año              | Lugar                | Medalla          | Prueba           |
| ---------------- | -------------------- | ---------------- | ---------------- |
| 1928             | Sankt Moritz (Suiza) | Medalla de oro   | Quíntuple        |